# André Planché
André Planchè (11 marzo 1727 – 1809) è stato un artista francese figlio di rifugiati ugonotti, collaborò alla nascita della futura fabbrica di porcellana Royal Crown Derby nella città di Derby, dove visse ed ebbe quattro figli (Paul, James, James Burrows - bastardo - e William)..

## Biografia
Andrew Planche nacque l'11 marzo 1727 o 1728 da Ann Marie Fournier e Paul Blanchet, che allora era un mercante di caffè. Fu battezzato nella Ryder Court's Chapel, a Soho. Il 30 giugno 1740 fu assunto come apprendista da Edward Mountenay, un orafo gioielleria che lavorava lungo la Foster Lane presso la Compagnia degli Orefici di Londra. Colse l'occasione per cambiare il suo nome da André Blanchet ad Andrew Planche. Il 22 settembre 1747, al termine dei suoi sette anni di apprendistato, si sposò con Sarah Jones a alla St. Pancras Old Church..
La modellazione e lavorazione della porcellana gli era stata insegnata da suo padre, che aveva lavorato a Meissen: a 17 anni il giovane Planchè stava già producendo piccoli pezzi di porcellana a Derby. Nel 1749 lavorava per William Littler a Longton Hall. Ci può essere anche un collegamento tra Ann Marie Fournier, la madre di Planche, e Louis Fournier, modellista che aveva lavorato a Vincennes e poi a Chantilly, in Francia. Planche se stesso, avrebbe potuto identificarsi con Flanchet, che era ben noto per avere svolto quella stessa professione a Chelsea dopo essere stato allievo di Jean-Claude Chambellan Duplessis in Francia.
I dettagli della sua vita sono talvolta non registrati, ma sulla nascita dei suoi figli nel 1751, 1754 e degli ultimi due nel 1756 ci sono documentazioni concrete. I dettagli dei registri battesimali riportano che il primogenito fu il figlio Paul, cui seguì il figlio James, che doveva morire nel dicembre 1754 vivendo per solo due mesi. Paul e James furono entrambi battezzati nella chiesa di Sant'Alhmund di Northumbria. Nel 1756, altri due figli vennero registrati: James, figlio illegittimo di Andrew Planche e Margaret Burroughd, e William, figlio di Andrew Planche e di sua moglie Sarah
Un accordo datato 1º gennaio 1756 attestata la sua partecipazione, insieme a John Heath e William Duesbury nella nuova fabbrica di porcellana a Nottingham Road, che in seguito sarebbe divenuta la Royal Crown Derby. I tre uomini si accordavano per “collaborare assieme al meglio nell'arte di fare porcellana inglese come anche nella compravendita di tutti i tipi di merci collegate all'arte di fabbricare la porcellana".
Tuttavia, alla fine dell'anno 1756, Planche lasciò Derby per andare a Londra, dove riprese il suo lavoro precedente come un gioielliere nella compagnia di suo zio, Anthony Planche & Co a Westminster. Nel 1764 cambiò il suo cognome in Floor, (cioè piano, in francese plancher) per dedicarsi ad una nuova carriera all'interno della compagnia teatrale di comici gestito da Baker a York. Con questa compagnia si recò nel nord dell'Inghilterra durante l'estate. Nel 1768 divenne un suggeritore alla Old Orchard Street Theatre di Bath, Somerset, dove rimase per 31 anni. Morì nel gennaio del 1805 e fu sepolto nella chiesa di San Giacomo nella stessa città.

## Opere
Figurine di porcellana che si pensa siano state modellate da Planchè sono rare, ma il Derby Museum and Art Gallery ne possiede una del 1752, uno dei primi modelli di “Un cinese e un ragazzo” che appartiene al periodo "Dry Edge", che va dal 1750 al 1756 e che prende il nome dal fatto che la base è smaltata.

## Famiglia
Il fratello di André, Jacques, fu un orologiaio che dopo aver studiato a Ginevra divenne assistente di Benjamin Vulliamy, che nel corso della sua attività inserì alcune delle ceramiche di Derby in alcuni dei suoi orologi. James Planche, che era il figlio di Jacques, divenne un drammaturgo di pantomime ed infine ottenne il titolo di Somerset Herald da parte del College of Arms del Re a Londra.